# Czartoryski-Kapelle
Die Czartoryski-Kapelle (polnisch Kaplica Czartoryskich) ist eine der 19 Kapellen, die die Krakauer Kathedrale umgeben. Sie steht unter dem Patrozinium des Leidens Christi. Sie befindet sich im Erdgeschoss des Uhrturms. Von der Czartoryski-Kapelle aus sind die Königskrypten der Kathedrale zu betreten.

## Geschichte
Die gotische Kapelle wurde 1364 errichtet. Ab 1420 bis 1603 diente sie als Kapitelhaus. Später wurde sie mit der Rogowski-Kapelle verbunden. In den Jahren von 1873 bis 1884 wurde sie von Teofil Żebrawski für Prinz Władysław Czartoryski als Grabkapelle umgebaut. Zu dieser Zeit wurde der gotische Altar zusammengestellt aus Figuren anderer gotischer Altäre, unter anderem vom Jan-Obracht-Triptychon aus der Jan-Olbracht-Kapelle von Stanislaus Stoß. Das Epitaph für die Czartoryski geht auf Antoni Madeyski zurück. Den letzten Umbau Anfang des 20. Jahrhunderts führte 1906 Zygmunt Hendel durch. Die Jugendstil-Fresken von 1909 gehen auf Karol Maszkowski zurück.

## Quelle
- Michał Rożek: Krakowska katedra na Wawelu. Wydawnictwo św. Stanisława BM Archidiecezji Krakowskiej, Kraków 1989